# Ugljarevac
Ugljarevac (em cirílico: Угљаревац) é uma vila da Sérvia localizada no município de Stragari, pertencente ao distrito de Šumadija, na região de Šumadija. A sua população era de 129 habitantes segundo o censo de 2011.

## Demografia
| 1948 | 1953 | 1961 | 1971 | 1981 | 1991 | 2002 | 2011 |
| ---- | ---- | ---- | ---- | ---- | ---- | ---- | ---- |
| 287  | 302  | 311  | 255  | 219  | 170  | 160  | 129  |